# 1963年鐵路
此條目列出1963年發生有關鐵路運輸的事件。

## 事件

### 1月
- 1月21日：芝加哥北岸及密爾沃基鐵路（英语：Chicago North Shore and Milwaukee Railroad）停運。

### 2月
- 2月15日：坦迪中心地鐵通車。
- 2月28日：多倫多地鐵央街地鐵由聯合車站延長至聖佐治站。
- 2月28日：營團地下鐵日比谷線由人形町站延長至東銀座站。都營地下鐵1號線由人形町站延長至東銀座站。

### 4月
- 4月1日：名古屋市營地下鐵1號線由池下站延長至東山公園站。

### 5月
- 5月20日：魯特蘭鐵路（英语：Rutland Railroad）停運。

### 7月
- 7月1日：列寧格勒地鐵莫斯科－彼得格勒線由科技學院站延長至彼得格勒站。
- 7月15日：矢美津站啟用。
- 7月22日：莫斯科地鐵阿爾巴特-波克羅夫卡線由五一站延長至曉爾科沃站。

### 11月
- 11月5日：基輔地鐵斯維亞托申-布羅瓦雷線由火車站延長至布爾什維克工廠站。

### 12月
- 12月12日：都營地下鐵1號線由東銀座站延長至新橋站，但此段只作單線運行。
- 12月18日：日本國有鐵道中村線通車。
- 12月30日：莫斯科地鐵基洛夫－伏龍芝線由大學站延長至西南站。